# Luka Snoj

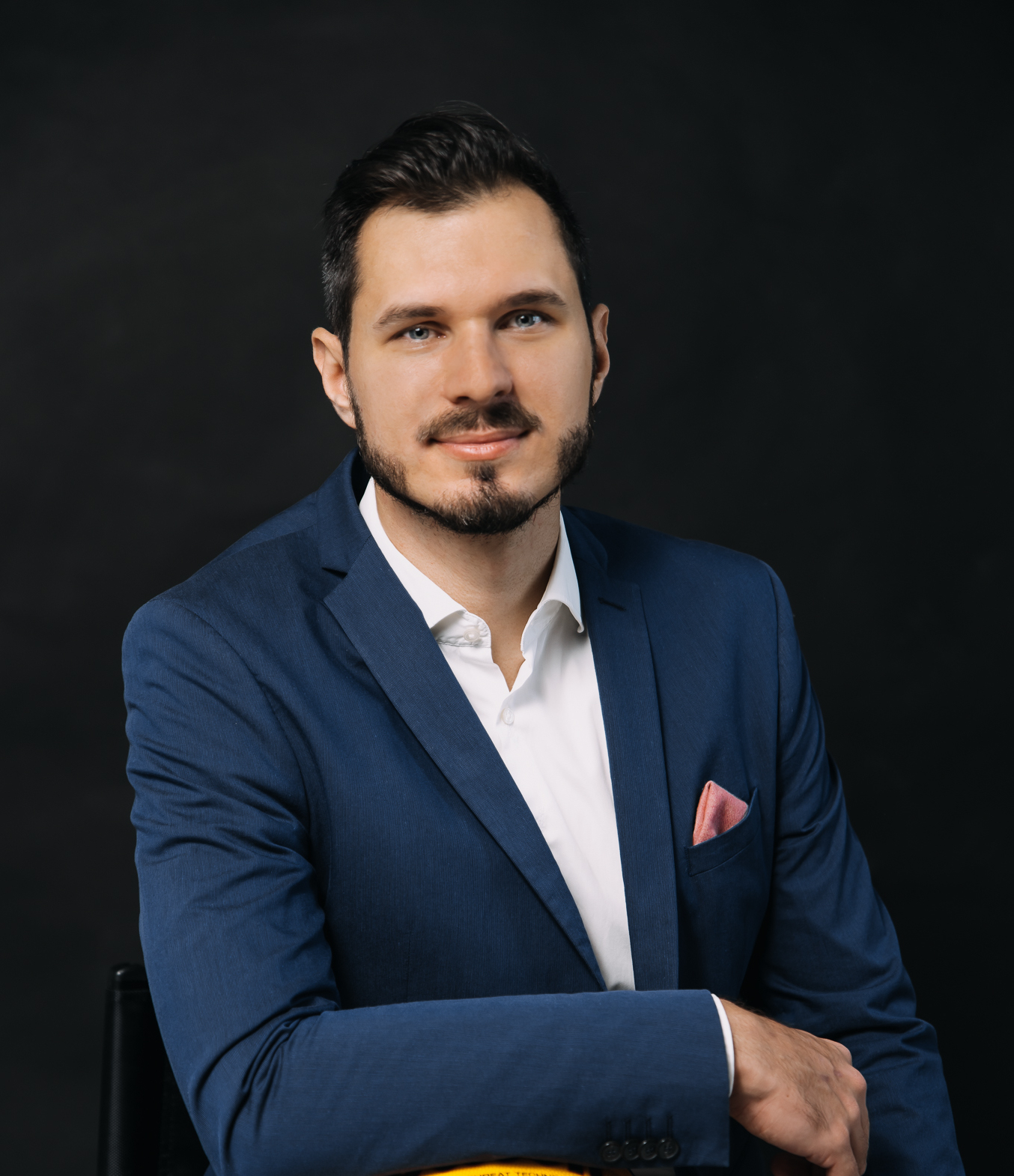
Luka Snoj, 2020

Luka Snoj (* 16. März 1990 in Ljubljana) ist ein ehemaliger professioneller 3×3-Basketball-Spieler.

## Karriere
Snoj begann 2010 professionell 3×3-Basketball zu spielen und hat im Laufe seiner Karriere an mehr als 500 Spielen teilgenommen. Er wurde kontinuierlich unter den 50 besten 3×3-Basketballspielern der Welt in der FIBA 3x3-Weltrangliste eingestuft. Sein bester Platz im Ranking war die Nr. 27 im Jahr 2015. Er ist der erste europäische Spieler, der in der weltweit ersten professionellen 3×3-Basketballliga spielte. Dort spielte er für TACHIKAWA DICE. Er nahm zweimal als Spieler an der FIBA 3x3 World Tour teil.
Nach dem Ende als aktiver professioneller 3×3-Basketballspieler im Jahr 2020 veröffentlichte Snoj ein Buch über seine Sportart. Luka hat auch einen Abschluss in Rechtswissenschaften.